# Wanasari (Agrabinta)
Wanasari is een bestuurslaag in het regentschap Cianjur van de provincie West-Java, Indonesië. Wanasari telt 5894 inwoners (volkstelling 2010).